# Alma Naidu
Alma Naidu (* 1995) ist eine deutsche Jazzmusikerin (Gesang, Songwriting).

## Leben und Wirken
Naidu wuchs in München als Tochter von Musikern auf; ihr Vater ist Dirigent, die Mutter die Opernsängerin Ann-Katrin Naidu. Bereits ab dem Alter von fünf Jahren erhielt sie klassischen Klavierunterricht; hinzu kam die Geige, von der sie aber mit 14 Jahren zur Gitarre wechselte. Ebenso erhielt sie eine  Ausbildung in klassischem Gesang, später in Musicalgesang  (etwa bei Andreas  Kohn und  Vladimir Korneev). Zunächst begann sie ein Studium der Kommunikationswissenschaften. Seit Oktober 2016 studierte sie Jazzgesang an der Hochschule für Musik und Theater München bei Sanni Orasmaa und Anne Czichowsky; ein Semester verbrachte sie an der Royal Academy of Music in London bei Norma Winstone.
Bereits seit ihrem 15. Lebensjahr stand Naidu als Pop- und Jazzsängerin auf der Bühne und verfasste eigene Songs. Mit klassischem Programm trat sie als Sopransolistin im Münchner Herkulessaal auf; auch interpretierte sie eigene Songs in einem Fernsehgottesdienst des Bayerischen Rundfunks. 2016 spielte sie die Hauptrolle in Joe Haiders Musical „Rosaly – das Mädchen aus Glas“ bei der deutschen Erstaufführung im Gasteig, 2019 eine Hauptrolle in Jesus Christ Superstar am Staatstheater Augsburg. Sowohl bei der Jazzwoche Burghausen als auch beim Jazzfestival Ebersberg sang sie 2019 den Gesangspart von Ellingtons Sacred Concert. Als Mitglied des Landesjugendjazzorchesters Bayern unter Leitung von Harald Rüschenbaum trat sie 2019 beim Jazz-Weekend Regensburg auf.
Wolfgang Haffner holte sie zu seinem Album Kind of Tango (ACT 2020), das sie auch auf Tourneekonzerten vorstellte. Mit dem Landesjugendjazzorchester Bayern spielte sie das Album Railtracks ein. Mit ihrer Band, zu der Simon Oslender, Philipp Schiepek, Thomas Stieger und Valentin Renner gehören, stellte sie ihr eigenes Repertoire im Bayerischen Rundfunk vor; mit ihrem Quartett (mit ihr selbst am Flügel, Philipp Schiepek an der Gitarre, Susi Lotter am Bass, und Valentin Renner am Schlagzeug) war sie 2022 bei der Jazzwoche Burghausen zu Gast. Naidus Debütalbum Alma (2022) produzierte Wolfgang Haffner.
Mit der MMT Bigband veröffentlichte sie das Album Tatort Bigband. Weiterhin trat sie mit Tizian Jost, mit Anders Jormin und mit der Jazzrausch Bigband auf.

## Preise und Auszeichnungen
Naidu wurde 2018 mit einem Sonderpreis für herausragende Interpretation sowie dem Publikumspreis beim Gasteig Wettbewerb in der Rubrik Jazz ausgezeichnet. Im selben Jahr erhielt sie den 1. Preis bei Jugend jazzt sowie ein Stipendium der New York Voices. Sie ist Preisträgerin beim Kurt Maas Jazz Award 2021 und wurde (ebenso wie Julia Hornung und Sam Hylton) mit dem BMW Welt Young Artist Jazz Award 2021 ausgezeichnet. Im selben Jahr erhielt sie einen Bayerischen Kunstförderpreis in der Kategorie „Musik“.

## Diskographische Hinweise
- Alma (Leopard 2022, mit Simon Oslender, Claus Fischer, Wolfgang Haffner sowie Nils Landgren, Christopher Dell, Dominic Miller, Thomas Stieger, Liselotte Östblom, Ann-Katrin Naidu, Florian Stierstorfer)[12][2]
- Redefine (Leopard 2025, mit Jakob Bänsch, Nils Landgren, Simon Oslender bzw. Frank Chastenier, Friedrich Paravicini, Thomas Stieger, Mark Lettieri bzw. Ferdinand Kirner bzw. Philipp Schiepek, Florian Stierstorfer, Raphaela Gromes, Barbara Grahor Vovk, Lisa Wulff, Valentin Renner bzw. Jason „JT“ Thomas, Samuel Wootton)[13]